# Vilagrassa
Vilagrassa là một đô thị trong tỉnh Lérida, cộng đồng tự trị Cataluña Tây Ban Nha. Đô thị Vilagrassa có diện tích là 19,9 ki-lô-mét vuông, dân số năm 2009 là 458 người với mật độ 23,02 người/km². Đô thị Vilagrassa có cự ly km so với tỉnh lỵ Lérida.